# Сичуанська кухня
Сичуанська кухня (Китайська: 四川菜;) одна з груп Китайської кухні, що походить з однойменної південно-західної провінції Сичуань. Кухні притаманні насичені смаки, зокрема пряність та гострота, які формуються завдяки використанню великої кількості часнику та перцю чилі. Також однією з рис страв сичуанської кухні, є використання Сичуанського перцю, що додає стравам аромату лимону, а також призводить до легкого задубіння язику та ротової порожнини. 

## Страви
Не зважаючи на те, що сичуанська кухня найбільш відома завдяки гостроті своїх страв, в ній є достатня кількість страв в яких не використовується або використовується дуже мало, гострих спецій.
| Назва                                                | Зображення                     | Традиційна китайська | Спрощена китайська | Піньїнь                   | Деталі |
| ---------------------------------------------------- | ------------------------------ | -------------------- | ------------------ | ------------------------- | --- |
| Мурахи лізуть на дерево                              |                                | 螞蟻上樹             | 蚂蚁上树           | mǎyǐ shàng shù            | Так називається тому, що страва містить шматочки м’ясного фаршу, прилиплі до локшини, створюючи образ мурах, що лізуть на дерево |
| Курка бон бон                                        |                                | 棒棒                 | 棒棒鸡             | bàngbàng jī               | Курка, змішана з темним підсмаженим кунжутним соусом. Так називається від звуку тесака, яким рубають курку, щоб подрібнити її. |
| Свинячі реберця тушковані з Конняку                  |                                | 魔芋燒排骨           | 魔芋烧排骨         | móyù shāo páigǔ           | |
| Вонтони в чилі олія                                  |                                | 紅油抄手             | 红油抄手           | hóng yóu chāoshǒu         | |
| Локшина Даньдань                                     |                                | 擔擔麵               | 担担面             | dàndàn miàn               | Спочатку це була вулична закуска Ченду |
| Риба з маринованою гірчицею                          |                                | 酸菜魚               | 酸菜鱼             | suān cài yú               | Філе риби можна замінити подрібненою курячою грудкою, свининою або будь-якими іншими м’ясними інгредієнтами. |
| Ароматні та пікантні рибні шматочки                  |                                | 香辣魚片             | 香辣鱼片           | xiāng là yú piàn          | |
| Гостро-кисла локшина                                 |                                | 酸辣麵, 酸辣粉       | 酸辣面, 酸辣粉     | suān là miàn, suān là fěn | Зазвичай це вегетаріанська страва з локшини, яка в основному готується з brassica juncea, оцтом, гарячою олією та соєвим соусом. Він має різні смаки: кислий, солодкий, ароматний, гострий і солоний. Зазвичай це на сніданок, але також популярна вулична закуска в Сичуані, Юньнані та Хубеї. |
| Гостро-кислий суп з локшиною                         |                                | 酸辣肉絲湯麵         | 酸辣肉丝汤面       | suān là ròu sī tāngmiàn   | Страва з супу з локшиною, яка в основному готується з інгредієнтів «brassica juncea», смаженого подрібненого м’яса, локшини та бульйону. |
| Яловичиеа Кунг Пао                                   |                                | 宮保牛筋             | 宫保牛筋           | gōngbǎo niú jīn           | |
| Курка Кунг Пао                                       |                                | 宮保雞丁             | 宫保鸡丁           | gōngbǎo jīdīng            | Курку можна замінити яловичиною або бараниною. |
| Mao xue wang                                         |                                | 毛血旺               | 毛血旺             | máo xuě wàng              | Традиційна страва у Чунцин, яка готується зі свинячої крові, рубця, качиної крові, шинки та курячого шлунка. Бобові паростки, чилі, сичуаньський перець, кунжут та інші спеції часто додають як приправи.                                                                                       |
| Мапо Тофу                                            |                                | 麻婆豆腐             | 麻婆豆腐           | mápó dòufǔ                | Буквально «рябий тофу Ма». Гострий соус, схожий на соус «юйсян» («рибний стиль»). |
| Фукі фуйпян                                          |                                | 夫妻肺片             | 夫妻肺片           | fūqī fèipiàn              | Дослівно «шматки легенів чоловіка і дружини» |
| Подрібнена куряча холодна локшина                    |                                | 雞絲涼麵             | 鸡丝凉面           | jī sī liáng miàn          | |
| Подрібнена свинина Юксіян                            |                                | 魚香肉絲             | 鱼香肉丝           | yúxiāng ròusī             | Дослівно «нарізана свинина з рибним ароматом» |
| Сичуанський гарячий горщик                           |                                | 四川火鍋             | 四川火锅           | Sìchuān huǒguō            | |
| Обсмажена стручкова квасоля                          |                                | 乾煸四季豆           | 干煸四季豆         | gān biān sìjì dòu         | Також відомий як "Сухі смажені зелені боби", "Сушена смажена стручкова квасоля", "Сичуанська зелена квасоля", "Сичуанська суха смажена зелена квасоля", або «Гостра зелена квасоля» |
| Лазіці                                               |                                | 辣子雞               | 辣子鸡             | làzǐjī                    | |
| Качка жан-ча                                         |                                | 樟茶鴨               | 樟茶鸭             | zhāngchá yā               | |
| Three-pepper chicken                                 |                                | 三椒煸雞             | 三椒煸鸡           | sān jiāo biān jī          | |
| Двічі приготована свинина                            |                                | 回鍋肉               | 回锅肉             | huíguōròu                 | Буквально «м'ясо повертається в вок». Свіжу свинину спочатку відварюють, потім обсмажують. |
| Шуйжу                                                |                                | 水煮肉               | 水煮肉             | shuǐzhǔ ròu               | |
| Приготована на пару солодка свинина з клейким рисом. |                                | 甜燒白               | 甜烧白             | tián shāo bái             | Червоні боби додають до нарізаної підчеревину і кладуть на солодкий липкий рис. |
| Баклажани в стилі риби                               |                                | 魚香茄子             | 鱼香茄子           | yúxiāng qiézi             | Баклажани, приготовані на пару в соусі, який зазвичай використовують для приготування риби |
| Салат з подрібненої курки                            | Sichuan shredded chicken salad | 涼拌雞絲             | 凉拌鸡丝           | liáng bàn jī sī           | Подрібнену курку змішати з гострим часниковим соусом |
| Курка бо-бо                                          |                                | 缽缽雞               | 钵钵鸡             | bǒbǒ jī                   | Хролодний хоґо наповнені овочами та куркою на дерев'яних паличках, відмінний від Курка бон бон . |
| Пекучі качині язики                                  |                                | 麻辣鴨舌             | 麻辣鸭舌           | málà yā shé               | Качині язики обсмажені з Сичуанським перцем і чилі. |
| Смажені курячі нирки                                 |                                | 爆炒腰花             | 爆炒腰花           | bàochǎo yāo huā           | |
| Сичуанське барбекю                                   |                                | 川味燒烤             | 川味烧烤           | chuān wèi shāo kǎo        | |
| Лешаньське Доухуа                                    |                                | 樂山豆腐腦           | 乐山豆腐脑         | lèshān dòu fǔ nǎo         | |